# Richard Rober

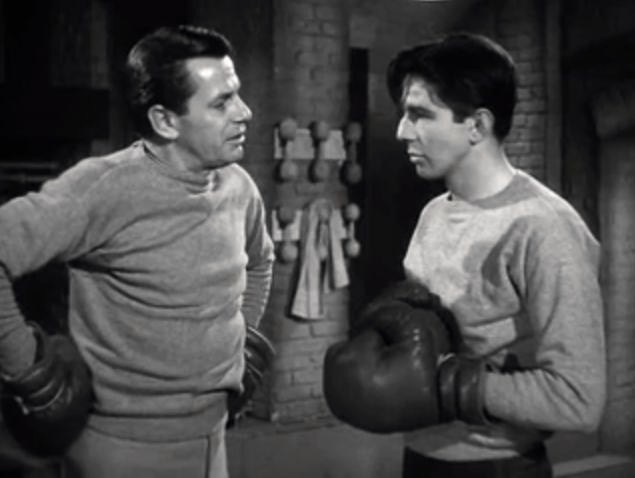
Avec Leonard Nimoy (à d.), dans Kid Monk Baroni (1952)

Richard (Steven) Rober est un acteur américain, né le 14 mai 1910 à Rochester (État de New York), mort le 26 mai 1952 à Santa Monica (Californie).

## Biographie
Hormis une apparition à l'occasion d'un court métrage musical de 1936, Richard Rober débute au cinéma — un petit rôle non crédité — dans Appelez nord 777 d'Henry Hathaway (avec James Stewart et Richard Conte), sorti en 1948. Le dernier de ses vingt-neuf films américains est le western Le Fils de Géronimo de George Mashall (avec Charlton Heston), sorti en septembre 1952, près de quatre mois après sa mort prématurée, dans un accident de voiture.
Parmi ses autres films notables, mentionnons Horizons en flammes de Delmer Daves (1949, avec Gary Cooper et Jane Wyatt), La Femme à l'écharpe pailletée de Robert Siodmak (1950, avec Barbara Stanwyck et Wendell Corey), Le Cavalier de la mort d'André De Toth (1951, avec Randolph Scott et Joan Leslie), ou encore Les espions s'amusent de Josef von Sternberg (avec John Wayne et Janet Leigh), sorti en 1957 longtemps après sa mort et tourné de fin 1949 à début 1950.
Pour la télévision, il contribue à un épisode d'une série, diffusé en 1952, un mois avant sa mort.
Au théâtre, Richard Rober joue à Broadway (New York) au cours des années 1940, dans une pièce, une revue et deux comédies musicales, dont un rôle en remplacement d'Howard Da Silva, dans Oklahoma ! du tandem Rogers-Hammerstein, sur une mise en scène de Rouben Mamoulian, avec Alfred Drake dans le rôle principal.

## Filmographie complète

### Au cinéma
- 1936 : Sheik to Sheik de Roy Mack (court métrage)
- 1948 : Appelez nord 777 (Call Northside 777) d'Henry Hathaway
- 1948 : April Showers de James V. Kern
- 1948 : Smart Girls Don't Talk (en) de Richard L. Bare
- 1948: Haute Pègre (Larceny) de George Sherman
- 1948 : Embraceable You de Felix Jacoves
- 1949 : The Woman of Pier 13 ou I Married a Communist de Robert Stevenson
- 1949 : Horizons en flammes (Task Force) de Delmer Daves
- 1949 : Illegal Entry de Frederick De Cordova
- 1949 : La Brigade des stupéfiants (Port of New York) de László Benedek : Jim Flannery
- 1949 : Faites vos jeux (Any Number Can Play) de Mervyn LeRoy
- 1950 : La Femme à l'écharpe pailletée (The File of Thelma Jordon) de Robert Siodmak
- 1950 : Sierra d'Alfred E. Green
- 1950 : Du sang sur le tapis vert (Backfire) de Vincent Sherman
- 1950 : Les Âmes nues (Dial 1119) de Gerald Mayer
- 1950 : Amour et caméra (Watch the Birdie) de Jack Donohue
- 1950 : Deported de Robert Siodmak
- 1951 : Le Puits (The Well) de Leo C. Popkin et Russell Rouse
- 1951 : Le Grand Attentat (The Tall Target) d'Anthony Mann
- 1951 : Le Cavalier de la mort (Man in the Saddle) d'André De Toth
- 1951 : La Caravane des évadés (Passage West) de Lewis R. Foster
- 1951 : Allons donc, papa ! (Father's Little Dividend) de Vincente Minnelli
- 1952 : Kid Monk Baroni d'Harold D. Schuster
- 1952 : La Sarabande des pantins (O. Henry's Full House), film à sketches, segment L'Appel du clairon (The Clarion Call) d'Henry Hathaway
- 1952 : Femmes hors-la-loi (Outlaw Women) de Sam Newfield
- 1952 : The Rose Bowl Story de William Beaudine
- 1952 : Le diable fait le troisième (The Devil Makes Three) d'Andrew Marton
- 1952 : Le Fils de Géronimo (The Savage) de George Marshall
- 1957 : Les espions s'amusent (Jet Pilot) de Josef von Sternberg

### À la télévision
- 1952 : Rebound, série
  - Saison 1, épisode 12 The Wedding de Bernard Girard

## Théâtre à Broadway (intégrale)
- 1941-1942 : Banjo Eyes, comédie musicale, musique de Vernon Duke, lyrics de John La Touche, livret de Joseph Quillan et Izzy Ellinson, chorégraphie de Charles Walters, costumes d'Irene Sharaff, avec Eddie Cantor, Virginia Mayo
- 1942-1943 : Star and garter, revue produite par Michael Todd, musique de Lester Lee et autres, lyrics de divers, costumes d'Irene Sharaff, avec Adele Jergens, Gypsy Rose Lee
- 1943-1948 : Oklahoma !, comédie musicale, musique de Richard Rogers, lyrics et livret d'Oscar Hammerstein II, mise en scène de Rouben Mamoulian, chorégraphie d'Agnes de Mille, avec Alfred Drake, Celeste Holm, Howard Da Silva (Richard Rober remplaçant ce dernier à des dates non spécifiées)
- 1944 : Ramshackle Inn, pièce de George Batson, avec Zasu Pitts, Cora Witherspoon